# Präsidentschaftswahl in den Vereinigten Staaten 1788 und 1789
Die Präsidentschaftswahl in den Vereinigten Staaten 1788 und 1789 war die erste Präsidentschaftswahl in den USA und die einzige, die nicht im seit 1792 durchgehaltenen Vierjahresrhythmus stattfand. Die Wahl fand nach der Ratifizierung der US-Verfassung 1788 statt. Die Wahllokale öffneten am 15. Dezember 1788 und schlossen am 10. Januar 1789. George Washington wurde zum ersten Präsidenten gewählt, John Adams wurde erster Vizepräsident der Vereinigten Staaten.
Vor dieser Wahl besaßen die USA kein Staatsoberhaupt im eigentlichen Sinne. Die Regierung setzte sich aus dem Verfassungskongress zusammen, dem ein Beamter vorstand, und einigen exekutiven Fachbereichen, es gab aber keine unabhängig agierende Exekutive.
In dieser Wahl trat der enorm populäre Washington quasi ohne Gegenkandidat an. Alle anderen Kandidaten, die nach den damaligen Bestimmungen, welche alle Wahlmännerstimmen in einen Topf warfen, auch zum Präsidenten hätten gewählt werden können, unterstützten Washington und kämpften lediglich um die Entscheidung der Vizepräsidentschaft. Nach Artikel 2 der amerikanischen Verfassung gab damals jeder Wahlmann zwei gleichwertige Stimmen für die beiden von ihm präferierten Kandidaten ab; sobald ein Kandidat die Mehrheit der abgegebenen Stimmen erreicht hatte, war er zum Präsidenten gewählt, der Zweitplatzierte wurde Vizepräsident. Dabei wäre es somit möglich gewesen, dass ein Vizepräsidentschaftskandidat die meisten Stimmen erhält, weshalb bei der Stimmabgabe für Adams taktiert werden musste, um dies zu verhindern. Alle 69 Wahlmänner gaben je eine Stimme für Washington ab, die Zweitstimmen verteilten sich auf elf Kandidaten; John Adams bekam davon die meisten und wurde dadurch Vizepräsident. Der 12. Verfassungszusatz von 1804 änderte dieses Verfahren, seitdem gibt jedes Mitglied des Electoral College jeweils eine Stimme für völlig voneinander getrennte Wahlen zu Präsident und Vizepräsident ab.

## Die Kandidaten
Offizielle Kandidaten gab es bei dieser Wahl noch nicht. Aufgeführt sind alle Männer, die wenigstens eine Stimme im Electoral College erhielten.

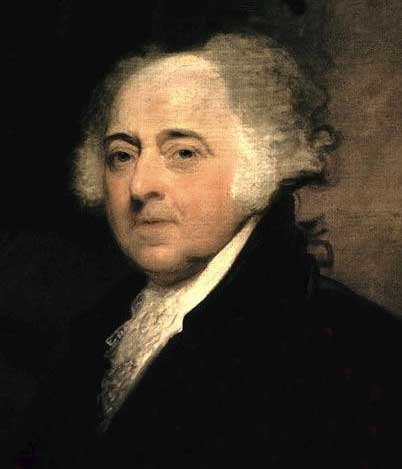
John Adams
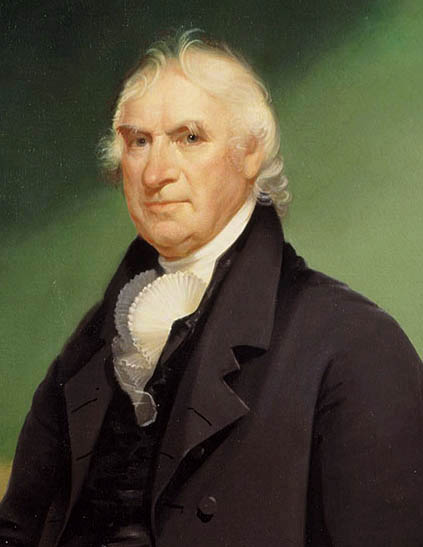
George Clinton
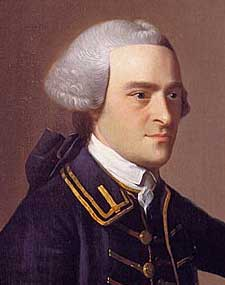
John Hancock
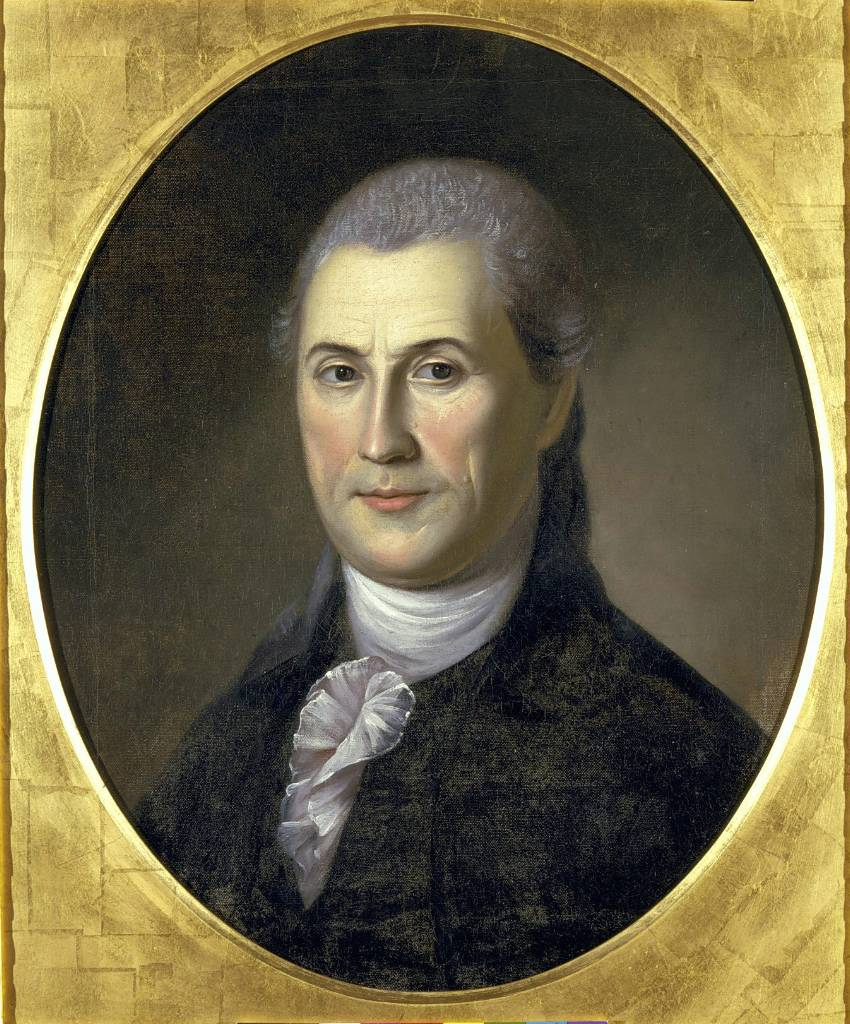
Samuel Huntington
John Jay
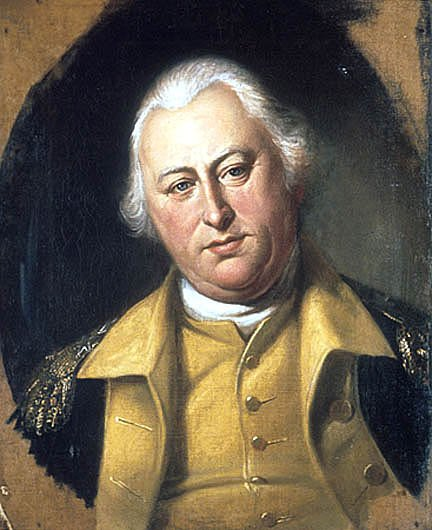
Benjamin Lincoln
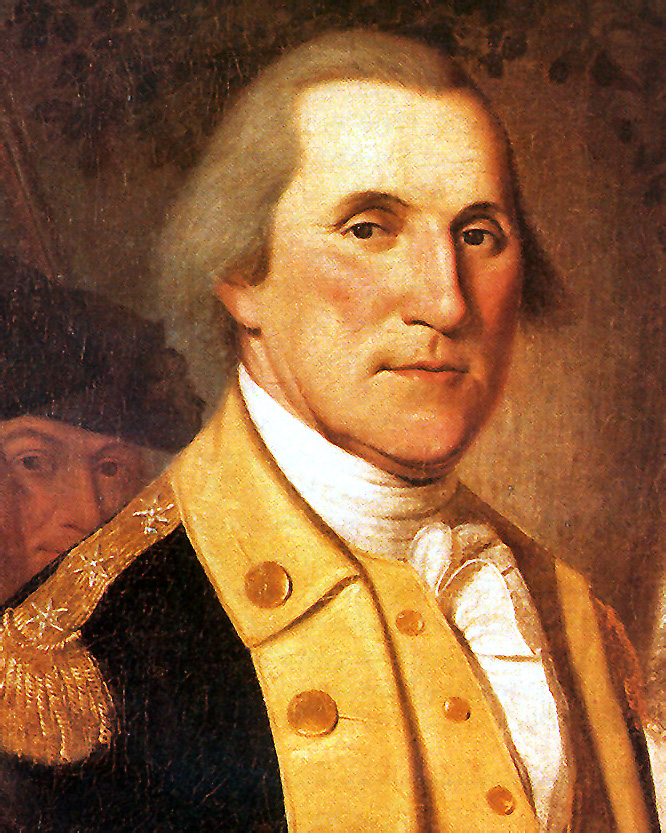
George Washington

- John Adams, früherer Botschafter in Großbritannien, aus Massachusetts
- James Armstrong (siehe Anmerkung)
- George Clinton, Gouverneur von New York
- Robert Hanson Harrison, Richter aus Maryland
- John Hancock, Gouverneur von Massachusetts und früherer Präsident des Kontinentalkongresses
- Samuel Huntington, Gouverneur von Connecticut
- John Jay, US-Außenminister, aus New York
- Benjamin Lincoln, Vizegouverneur von Massachusetts
- John Milton, Staatssekretär von Georgia
- John Rutledge, früherer Gouverneur von South Carolina
- Edward Telfair, früherer Gouverneur von Georgia
- George Washington, pensionierter Oberbefehlshaber der US-Armee, aus Virginia

Die Identität von James Armstrong ist nicht genau bekannt. Möglicherweise handelt es sich um James Armstrong, einen Politiker aus Pennsylvania. Da er seine einzige Stimme von einem Wahlmann aus Georgia bekam und 1789 noch nicht landesweit bekannt war, wird dies aber bezweifelt.

## Die Wahl
| Kandidat               | Partei | Partei          | Heimatstaat    | Volkswahl | Volkswahl | Wahlmänner |
| Kandidat               | Partei | Partei          | Heimatstaat    | Anzahl    | Prozent   | Wahlmänner |
| ---------------------- | ------ | --------------- | -------------- | --------- | --------- | ---------- |
| George Washington      |        | parteilos       | Virginia       | 38.818    | 100,0 %   | 69         |
| John Adams             |        | Föderalist      | Massachusetts  | –         | –         | 34         |
| John Jay               |        | Föderalist      | New York       | –         | –         | 9          |
| Robert Hanson Harrison |        | Föderalist      | Maryland       | –         | –         | 6          |
| John Rutledge          |        | Föderalist      | South Carolina | –         | –         | 6          |
| John Hancock           |        | Föderalist      | Massachusetts  | –         | –         | 4          |
| George Clinton         |        | Anti-Föderalist | New York       | –         | –         | 3          |
| Samuel Huntington      |        | Föderalist      | Connecticut    | –         | –         | 2          |
| John Milton            |        | Föderalist      | Georgia        | –         | –         | 2          |
| James Armstrong        |        | Föderalist      | Georgia        | –         | –         | 1          |
| Benjamin Lincoln       |        | Föderalist      | Massachusetts  | –         | –         | 1          |
| Edward Telfair         |        | Anti-Föderalist | Georgia        | –         | –         | 1          |

Da es damals Aufstellungsversammlungen (sogenannte Conventions) noch nicht gab, existierte auch kein formaler Nominierungsprozess. Die Köpfe, die die Verfassung geschrieben hatten, gingen davon aus, dass Washington der erste Präsident werden würde, und nachdem er aus dem Ruhestand zurückgekehrt war und seine Kandidatur akzeptiert hatte, gab es keine Gegenkandidaten. Er wurde demzufolge einstimmig gewählt.
Nur 10 der damals 13 Staaten nahmen an dieser Wahl teil. North Carolina und Rhode Island hatten noch nicht die Verfassung ratifiziert und durften daher nicht teilnehmen. Der Staat New York hatte keinen seiner acht Wahlmänner bestimmt, da sich das Parlament des Staats weder auf ein Wahlverfahren noch auf Kandidaten einigen konnte.
George Washington erhielt 69 Wahlmännerstimmen und wurde der bisher einzige Präsident, der eine Wahl ohne Gegenstimme gewinnen konnte. Bei der Wahl 1792 gaben zwei Wahlmänner aus Maryland und einer aus Virginia ihre Stimmen nicht ab. Ähnliches gelang nur noch James Monroe: 1820 erhielt er eine einzige unberechtigte Gegenstimme, für die der entsprechende Wahlmann gar nicht autorisiert gewesen war.
Um ein mögliches Unentschieden zwischen Washington und dessen späteren Vizepräsidenten John Adams zu vermeiden, gaben einige Wahlmänner, obwohl sie Adams in dieser Position sehen wollten, ihre Zweitstimme einem anderen Kandidaten.